# Studio Museum in Harlem

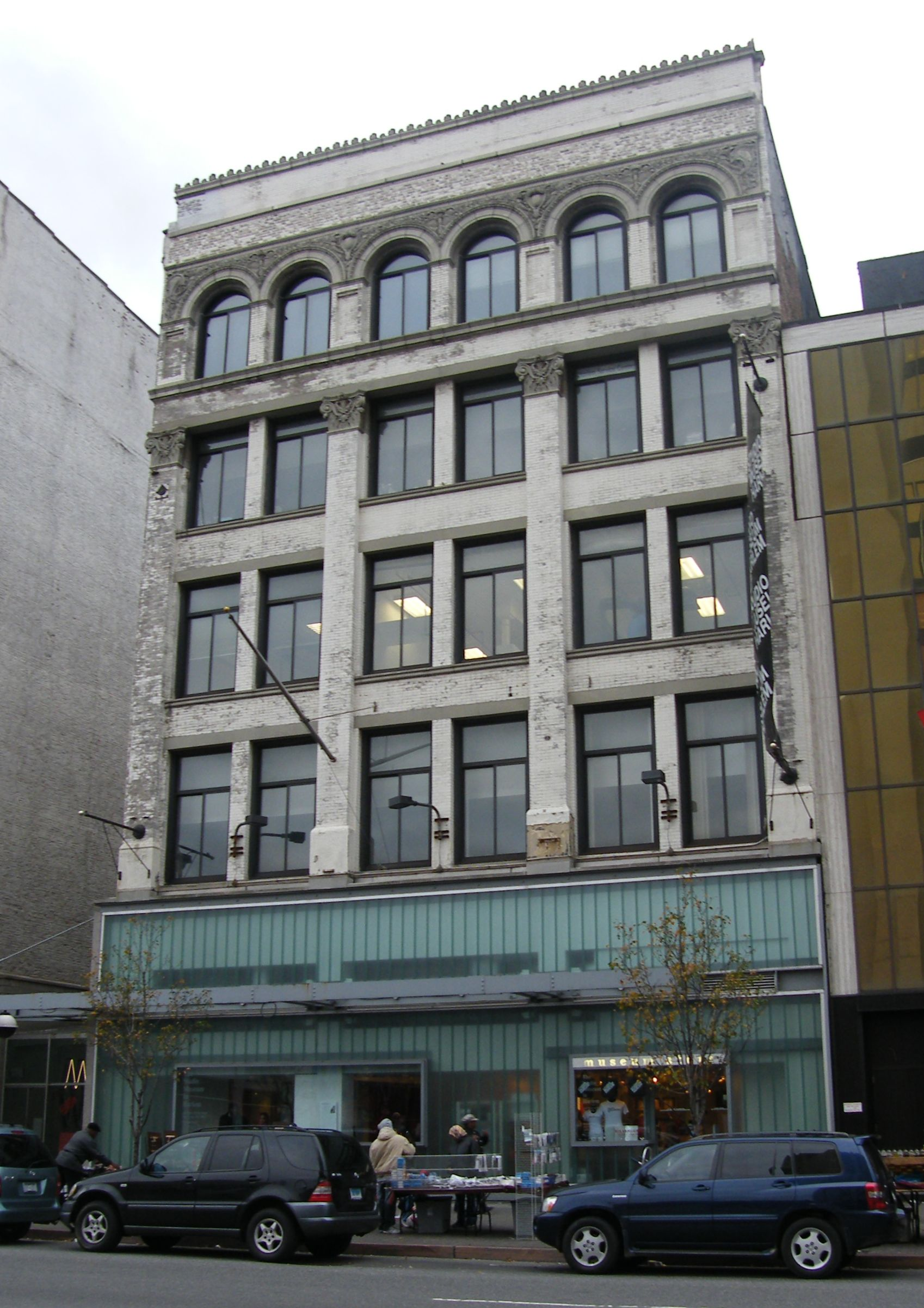
Studio Museum à Harlem

Le Studio Museum in Harlem est un musée américain des beaux-arts situé à Harlem. 

## Histoire
Le Studio Museum in Harlem est un musée américain des beaux-arts fondé en 1968. Il est situé sur la 125e rue, entre l'avenue Adam Clayton Powell et l'avenue Lenox à New York. Il est considéré comme le cœur du quartier de Harlem. Les collections se composent d'art afro-américain, des XIXe et XXe siècles et présentent également des œuvres des Caraïbes et d'Afrique.
Le Studio naît dans la contre-culture noire d'Harlem qui se bat pour donner une place aux Afro-Américains dans la culture américaine. Le Studio était géré par un board composé de blancs, un point de friction que le second directeur du Studio, Edward S. Spriggs, adressa en mettant une majorité de personnes noires au board, afin de faire du Studio un vrai « black art museum ». L'artiste William T. Williams a contribué à la mise en place du programme de résidence d'artiste. Mary Schmidt Campbell, qui dirigea le musée de 1977 à 1988, rappelle que le musée a joué un rôle prépondérant dans le développement de l'art du « Black Atlantic ».
La collection regroupe plus de 1 600 œuvres, dont certaines de Romare Bearden, Robert Colescott, Beauford Delaney, Jacob Lawrence, Norman Lewis, Chris Ofili, Betye Saar, Lorna Simpson, Kara Walker, William T. Williams et Hale Woodruff. Le musée est le gardien d'un vaste nombre d'archives du travail de James Van Der Zee, photographe de la communauté d'Harlem entre 1906 et 1983.
En 2005, il était parmi les 406 institutions artistiques de New York et en tant qu'assistant de service social à recevoir une part des subventions totalisant 20 millions de dollars accordées par la Carnegie Corporation, qui a été rendu possible par une donation du maire de New York Michael Bloomberg,.